# Erwin Schrott
Erwin Schrott, punim imenom Erwin Esteban Schrott Baladon (Montevideo, Urugvaj, 21. prosinca 1972.) urugvajski je operni bas-bariton, širokoga repertoarnog raspona, od Mozarta i Rossinija do Verdija i Bizeta. Smatraju ga najboljim interpretom Mozartova Don Giovannija današnjice.

## Karijera
Schrottova učiteljica pjevanja bila je Franca Mattiucci. Debitirao je na sceni u Montevideu kada su mu bile 22 godine kao Roucher u Giordanovoj operi Andrea Chénier. Uslijedio je angažman u Teatru Municipal u Santiagu de Chile, gdje je tumačio Timura u Puccinijevoj Turandot, Collinea u Puccinijevoj La bohème, Sparafucilea u Verdijevu Rigolettu i Ramfisa u Verdijevoj Aidi.
Zahvaljujući uspjesima u Santiagu dobio je stipendiju za usavršavanje u Italiji. Dobio je 1998. prvu nagradu za muškog pjevača i nagradu publike na natjecanju Operalia koje utemeljio Plácido Domingo. To mu je otvorilo put na glavne operne pozornice u Europi i Americi. U Bečkoj državnoj operi debitirao je 1999. kao Banquo u Verdijevu Macbethu, a kasnije je u njoj pjevao Leporella u Mozartovu Don Giovanniju i Figara u Figarovu piru istog skladatelja. U milanskoj Scali pjevao je naslovnu ulogu u Don Giovanniju te faraona u francuskoj verziji Rossinijeva Mojsija u Egiptu. Scala je sezonu otvorila 2007. Bizetovom operom  Carmen, ravnao je Daniel Barenboim, Anita Rahvelišvili pjevala je naslovnu ulogu, Jonas Kaufmann bio je Don Josè, a Schrott je bio Escamillo. U njujorškome Metropolitanu debitirao je 2000. kao Colline u Puccinijevoj La bohème., a ondje je pet godina kasnije nastupio i kao Escamillo u Bizetovoj operi  Carmen, zatim 2006. u naslovnoj ulozi u Don Giovanniju za Metova gostovanja u Japanu, onda 2007. kao Figaro u Figarovu piru te 2008. opet kao Don Giovanni. U londonskome Covent Gardenu prvi je put nastupio 2003. kao Leporello, pa je kasnije pjevao i Mozartova Figara i Don Giovannija.

## Osobni život
Rođen je u radničkoj obitelji njemačkog porijekla.
Uz urugvajsko državljanstvo dobio je španjolsko i europsko 2010.
Nekoliko godina živio je u vezi s rusko-austrijskom sopranisticom Annom Netrebko .  Iz te veze je u Beču 2008. rođen njihov sin Tiago Aruã (prvo ime je skraćeno španjolsko Santiago, tj. sv. Jakov, a drugo znači Mirko na jeziku naroda Charrúa “. Anna Netrebko je u studenome 2013. obznanila da su se ona i Schrott razišli prijateljski. Schrott ima i kćer Laru (* 1998.) iz ranije veze.

## Snimci
- Le nozze di Figaro (Mozart) Royal Opera House, 2008., dirigent Antonio Pappano. Opus Arte, DVD & Blu-ray
- L'elisir d'amore (Dulcamara), Macerata Opera Festival, 2002., dirigent Niels Muus. Rai Trade DVD i CD
- Moïse et Pharaon (Pharaon), Teatro alla Scala, 2003., dirigent Riccardo Muti. TDK DVD